# Przygoda. Awantura. Sensacja
Przygoda. Awantura. Sensacja, także w skrócie PAS – seria książkowa, wydawana przez Wydawnictwo Poznańskie w latach 1957–1960.
Cykl, zgodnie z nazwą, zawierał utwory kryminalne, przygodowe i fantastykę. Publikowano teksty autorów polskich oraz klasykę prozy obcej. W serii opublikowano jedne z pierwszych polskich powieści fantastycznonaukowych po wojnie: Krater czarnego snu Zegalskiego i W pogoni za Czarnym Karłem Morskiego. Tu zadebiutował Czesław Chruszczewski.

## Odbiór
Artur Nowakowski nazywa ją „serią dla niewymagającego czytelnika” i pisze, że serię zamknięto decyzją ówczesnych decydentów.

## Zawartość serii
1. Czesław Chruszczewski – Bardzo dziwny świat
2. Ferdynand Antoni Ossendowski – Biały kapitan
3. Tadeusz Kudliński – Dagerotyp Mr. Drumana
4. Malwina Szczepkowska – Dom chorych dusz
5. Arthur Conan Doyle – Dr Watson opowiada
6. Eryk Wilk – Droga na ring
7. Henry Rider Haggard – Kleopatra
8. Witold Zegalski – Krater czarnego snu
9. Malwina Szczepkowska – Maska profesora Brandla
10. Frank Norris – Ocean przyjdzie po ciebie
11. Przemysław Bystrzycki – Operacja "Milczący most"
12. Matthew Gregory Lewis – Postrach Wenecji
13. Arthur Conan Doyle – Sherlock Holmes niepokonany
14. Malwina Szczepkowska – Tajemnica za każdymi drzwiami
15. Arthur Conan Doyle – Trujące pasmo
16. Eugeniusz Morski – W pogoni za Czarnym Karłem